# Anton Seder
Anton Johann Nepomuk Seder (* 11. Januar 1850 in München; † 1. Dezember 1916 in Straßburg) war ein deutscher Maler, Kunstgewerbler und Direktor der Kunstgewerbeschule in Straßburg.

## Werdegang

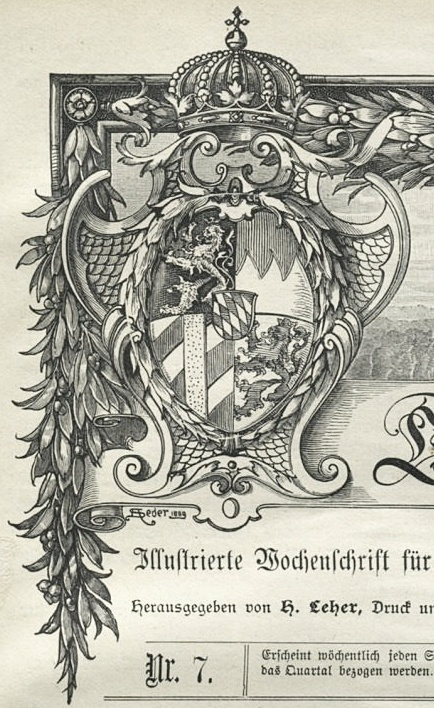
Bayerisches Staatswappen aus der Titelvignette der Zeitschrift Das Bayerland (1906), signiert von Anton Seder, 1889

Er wurde als Sohn des bayerischen, ursprünglich österreichischen Offiziers Christian Seder geboren, einem Inspektor für Heeresausrüstung, auch als „Beschauer“
bezeichnet, und dessen Ehefrau Anna Seder, geborene Leser.
Er war ein Schüler Carl Theodor von Pilotys. Mit 19 Jahren schrieb er sich am 20. Oktober 1869 in die Matrikel der Akademie der Bildenden Künste München für die Antikenklasse ein. Nach Beendigung des Gymnasiums wandte er sich der Theater-Malerei zu. Er wurde Schüler und später Mitarbeiter des Theatermalers Angelo Quaglio (1829–1890). In seiner Geburtsstadt besuchte er auch die Universität München.
Vor seiner Berufung zum Direktor an die Städtische Kunstgewerbeschule Straßburg verbrachte er einige Jahre im Ausland u. a. in Italien, Griechenland sowie im Orient und in der Schweiz. Zwischendurch hielt er sich wieder in seinem Heimatland auf. 1878 wurde er Lehrer für kunstgewerbliches Zeichnen am Technikum in Winterthur. Hier blieb er bis 1882 und kehrte dann nach München zurück.
1889 hatte sich Seder einen Namen als Maler und Kunstgewerbler gemacht.
Sein älterer Bruder war der Architekt und Kunstgewerbler Adolf Seder (1842–1881), der seinerzeit eine bekannte Persönlichkeit im Bayerischen Kunstgewerbe-Verein in München war. Ebenso künstlerisch begabt wie sein Bruder Adolf, wurde Anton Seder 1890 Direktor der Schule für Kunsthandwerker – ab 1894 Kunstgewerbeschule – in Straßburg im damaligen Reichsland Elsass-Lothringen.

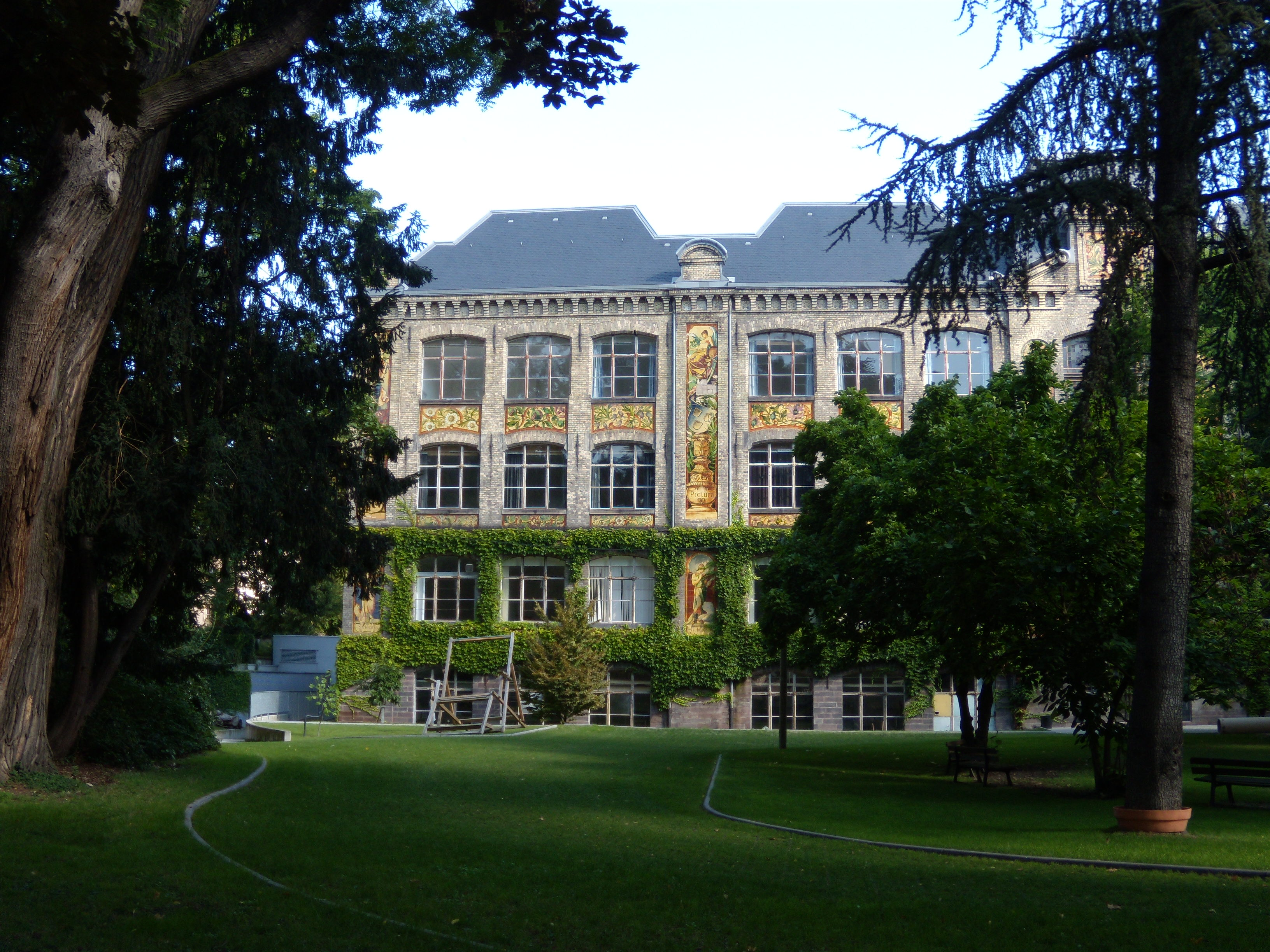
Fassade des Gebäudes der Kunstgewerbeschule in Straßburg, entworfen von Seder

Anton Seder zählt zu den befähigtsten Künstlern des Jugendstils. Seine vielseitigen Begabungen ließen ihn zunächst als Bildhauer an der Königlichen Kunstakademie in München, als Dekorateur an der Kunstgewerbeschule, als Architekt und Maler sowie auch bei seinem Bruder arbeiten. Mehrere Aufenthalte in Italien und seine Ausbildung in München waren seiner beruflichen Entwicklung zum Direktor in Straßburg förderlich. Seder widmete sich in seinem künstlerischen Schaffen der Pflanze in Kunst und Gewerbe und dem Tier in der dekorativen Kunst sowie naturalistischen Dekorationsmalereien. Für das Goldschmiede-Atelier Heiden in München lieferte Anton Seder seine künstlerisch-ideenreich angefertigten Vorlagen zur Herstellung von Ehrenketten und dekorativen Pokalen sowie Tafelaufsätzen aus Edelmetallen, die teilweise mit Edelsteinen verziert wurden.
In der Gesellschaft für die Erhaltung der geschichtlichen Denkmäler des Elsasses wirkte er als Mitglied ehrenamtlich bei der Aufstellung eines Verzeichnisses kirchlicher, militärischer und bürgerlicher Baukunstwerke. Besonders interessierte sich Anton Seder für die Arbeiten des Renaissancekünstlers, Architekten, Baumeisters, Malers und Kupferstechers Wendeling Grapp, genannt Wendel Dietterlin, der in Strassburg seine Spuren hinterließ. Seder bezeichnete sich selbst als „den scharf beobachtenden Fachmann und Kenner Dietterlings“ Allerdings räumte Seder ein, dass seine Ausführungen zu Dietterlin und dessen Arbeiten am Ausgang des 16. Jahrhunderts unvollständig sein könnten, weil „wir tatsächlich auch nur wenig über das Leben und Wirken des Strassburger Künstlers (wissen)“. Ausdrücklich wies Seder in seinem Aufsatz über den Renaissancekünstler auf dessen Bedeutung in der Kunstgeschichte des Elsass hin sowie beim „Wiederaufblühen des deutschen Kunsthandwerkes in den sechsziger und siebziger Jahren des neunzehnten Jahrhunderts“; er erwähnte in diesem Zusammenhang namentlich München, die „süddeutsche Kunstmetropole“. Seders Zeitgenosse Friedrich Pecht führte die architektonischen Kenntnisse Seders besonders auf seine Studienreisen nach Frankreich und Italien zurück.
Als kritischer Autor behandelte Anton Seder in seiner Straßburger Zeit unterschiedlichste Kunstwerke, die dem damaligen Kunstgewerbe zugerechnet wurden, und er erwies sich dabei selbst als tief denkender, scharf beobachtender Künstler. In ironischer Art und Weise betrachtete er die in Deutschland allerorts grassierende Manie, unsere Städte mit Monumentalwerken der Plastik zu schmücken und schrieb, dass sich die in den letzten 30 Jahren so massenhaft entstandenen Denkmäler einander gleichen, wie ein Ei dem andern. Er kritisierte die oft höchst zweifelhaften Kunstschöpfungen. die nach 1870/71 in Gestalt von Monumentalwerken aufgestellt wurden, und würdigte die Werke, die unbeeinflusst von jeder Jury, von jedem Denkmalkomitee und Mäcenatentum, unter den Händen eines unabhängigen gottbegnadeten Künstlers, der durch sein aussergewöhnliches Talent und durch sein gründliches Studium auf eine Höhe gelangt ist, dass er sogar von seinen Fachgenossen als einer der allerersten anerkannt wird. entstanden sind. Ihm war erfahrungsgemäß bewusst, dass ein durch und durch originell, gänzlich anders in der Auffassung, in der Mache und im ganzen Ensemble. gestaltetes Werk die Kritik des sich Berufenfühlenden sowie jedes Unberufenen.  herausfordert.
Aufgrund seiner zahlreichen Veröffentlichungen, vor allem als Seder in Straßburg wirkte, wird der fachkundige Kunstgewerbler zusätzlich als Fachschriftsteller bezeichnet.

## Seder und die Sezessionisten
Nachweislich führte Anton Seder im März 1899 von Strassburg aus eine Polemik gegen Künstler, welche sich aus älteren Künstlergruppen abgespaltet hatten, um eigene Ziele zu verfolgen. In seinen Augen lehnten die „sogenannten Secessionisten“ jede „Anlehnung an frühere Stile“ ab mit der „Parole“: „Fort mit den alten Stilarten, die nun endlich verbraucht sind!“ Und er fährt ironisierend fort: „… diese Herren, die ja nur >>Neues<< bringen, (scheinen) der Meinung zu sein, dass die in prähistorischen und ethnographischen Sammlungen aufgestellten Schätze nur für sie allein aufgestellt sind und dass man hier Anleihen machen kann, ohne dass auch nur jemand ausser ihnen, eine Ahnung davon hat. Nebenher werden Pflanzen und andere Naturformen, die von ihnen selbstverständlich erst entdeckt, als dekorativer Schmuck, in der Regel mehr nach japanischem Vorbild als nach der Natur, als ganz >neu< verwendet.“. Das vom Autor „Prof. Anton Seder Director der Kunstgewerbeschule in Strassburg“ im Jugendstil gestaltete Werk mit seinen Initialen >AS< auf dem Bucheinband gibt u. a. Auskunft über seine künstlerische Motivation und sein Verhältnis zur Secession: „Seit vielen Jahren für das Kunstgewerbe nach den verschiedensten Richtungen hin tätig und lehrend, hat der Autor des vorliegenden Werkchens stets versucht, auf die Natur hinzuweisen und sie als Lehrmeisterin aller Kunst hoch zu halten. Durch langjähriges Vertrautsein mit den alten Stilarten und im steten Umgang mit den Formen der Natur ist er zur Überzeugung gelangt, dass er in der Architektur und in den dekorativen Künsten nur Neugestaltungen durch die Umbildung oder Rückbildung, aber nichts eigentlich >>Neues<< geschaffen werden könne.“ Sein Fazit lautet: „… daher sagt man sich beim Betrachten der neuesten Schöpfungen unserer modernsten Kunstgewerbezeichner unwillkürlich: >>Alles schon dagewesen<<“. Anton Seder hoffte, dass die „von ihm erfundenen und gezeichneten Gegenstände zu gebrauchen sind“ und dass sie „den Ansprüchen“ seiner „modernen Zeit gerecht werden.“ In seiner Kritik an neue Entwicklungen im Kunstgewerbe konnte Anton Seder recht bissig und provokatorisch sein, insbesondere, wenn das von ihm vertretene Prinzip, „im Geiste des Alten Neues zu schaffen“, nicht eingehalten wurde, wie seines Erachtens auf einer Ausstellung der Darmstädter Künstlerkolonie im Jahre 1901. Von „secesionistischen Überspanntheiten“ ist in Seders Ausstellungsbewertung die Rede.

## Werke
Berühmt wurde der von Seder in Straßburg 1895 als aquarellierte und bronzierte Federzeichnung angefertigte Entwurf und im Atelier des Hofgoldschmiedes Theodor Heiden 1896 in München ausgeführte Ehren-Wanderpreis für deutsche Männergesangvereine, den Kaiser Wilhelm II., wie 1895 durch Erlass angekündigt, gestiftet hatte. Bereits im Musterblatt Das Thier Nr. 12 von 1895 verwendete Seder eine von ihm gestaltete Schrift im Jugendstil wie auch in der Auftragsarbeit für den Kaiserpreis, um einerseits die Namen der Liedtext-Dichter wie Arndt, Brentano, Körner, Scheffel sowie Uhland und andererseits auch die der Komponisten Brahms, Jensen, Koschat, Schubert und Schumann in dekorativen Versalien zu gestalten. Die Goldschmiedearbeit wurde entsprechend der Zeichnung von Seder mit Edelsteinen – ein schwarzer, ein weißer Diamant und ein Rubin –, welche die Landesflagge des deutschen Kaiserreiches symbolisieren sollten, verziert. Ein Edelmetall-Schildchen wies auf den Entwurf des Jugendstilkünstlers Prof. Anton Seder für diese Arbeit hin. Auf dem I. Gesang-Wettstreit der Männergesangvereine 1899 in Kassel wurde der Wanderpreis in Form einer Kette mit Jugendstilelementen erstmals an den Sieger Kölner Männergesangverein verliehen. Auf dem IV. Wettstreit Deutscher Männergesangvereine 1913 in Frankfurt am Main wurde der Wanderpreis dem Berliner Lehrergesangverein nach dem zweiten Wettbewerb 1903 letztmals zugesprochen und blieb seitdem bis 1945 in seinem Besitz. Ende des Zweiten Weltkrieges verschwand die goldene Kette aus einem Banksafe in Berlin-Charlottenburg und ist seitdem verschollen.
Für den ersten Jahrgang (1901) der Zeitschrift Das Kunstgewerbe in Elsass-Lothringen, deren Mitherausgeber Seder neben dem Kunsthistoriker Franz Friedrich Leitschuh war, entwarf er die Einbanddecke und verwendete die ihm eigenen Jugendstil-Druckschriften, wie sie in seinen Entwürfen von Ehrenketten verwendet wurden:
- Ehrenkette des Metzer Bürgermeisters mit dem Wahlspruch Ludwig XIV. für diese Stadt: „Sie ist in guten Händen“ (1893)[29]
- Ehrenkette des Straßburger Bürgermeisters
- Amtskette des Oberbürgermeisters von Wiesbaden (1897)[30]
- Amtskette des Rektors der Universität Straßburg[31]

Diese Ehrenketten wurden von Kaiser Wilhelm II. gestiftet.
Zum künstlerischen Schaffen Seders gehört weiter der 1895 angefertigte zeichnerische Entwurf eines schmiedeeisernen Gitters mit Jugendstilornamenten für die Magdalenenkirche in Straßburg, das von der Schlosserabteilung der Straßburger Kunsthandwerkerschule hergestellt wurde. Seder gestaltete für eine weitere Schmiedearbeit einen Entwurf, der ebenfalls von der Schlosserabteilung ausgeführt wurde: eine mehrarmige, schmuckvolle Straßenlaterne, die für den Gutenbergplatz in Straßburg vorgesehen war. Der Kandelaber wurde allerdings als „Zerrbild eines Orangenbaums“ kritisiert. Der hohe Laternenständer wurde tatsächlich auf dem Gutenbergplatz in Höhe der Straßenbahnhaltestelle aufgestellt, allerdings in veränderter Gestaltung: Die kugelförmigen Lampenschirme wurden durch drei Glaszylinder im schmiedeeisernen Rahmen und mit Verzierungen im Jugendstil ersetzt. Seders Wahlheimat richtete 1895 eine Industrie- und Gewerbeausstellung aus. Für diese Ausstellung gestaltete der Jugendstil-Künstler ein zweifarbiges Plakat (blau- und goldfarbig) im Format 64 mal 88 cm mit folgendem Text in Großbuchstaben, jedoch in unterschiedlichen Schriftgrößen: >Industrie&Gewerbe-Ausstellung zu Strassburg i. E. Ausstellungsgebiet: Elsass-Lothringen, Baden und Pfalz 15. Mai – 15. Oktober 1895<. Als ein besonderer Blickfang diente der mit goldfarbenen Blättern umkränzte Turm des Strassburger Münsters, dessen Fuß der lateinische Name der Stadt >ARGENTORATUM< zierte. Die Ausstellungsgegenstände aus Industrie und Gewerbe symbolisierte Seder innerhalb eines zweiten goldenen Kranzes auf seiner Farblithographie mit: Rauchenden Fabrik-Schornsteinen, einem großen Zahnrad („Wurmrad“) und verschiedenen Handwerkzeugen wie einem Stielhammer, einer Zange, einer Warenschaufel u. a. m. Ein Laufbrunnen mit einer Lorbeerkranz tragender Siegesgöttin rundete dieses Sinnbild ab. Eine mehrblättrige Blume im Jugendstil überbrückte den Freiraum zwischen beiden Blickfängen. Um 1900 führte der Hofgoldschmied Theodor Heiden in enger Zusammenarbeit mit Anton Seder, dessen Entwurf zu dem Kunstwerk Der Gral aus, einem Tafelaufsatz, der Merkmale des Jugendstils wie dem Rankengeflecht um das Gralsgefäß trägt. Eine ebenso beeindruckende Arbeit ist der im Jahre 1888 aus einem Entwurf von Anton Seder hervorgegangene silberne und teils vergoldete, 64,8 Zentimeter hohe Pokal, der am Deckel mit einem Achat geschmückt ist.

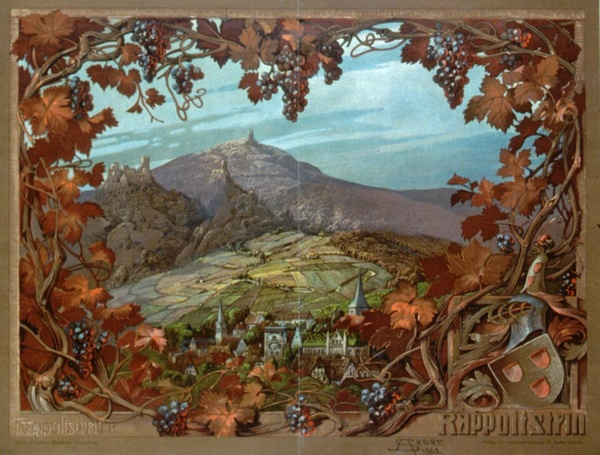
Rappoltstein von Anton Seder, 1902

Anlässlich des 70. Geburtstages des Straßburger Bürgermeisters Otto Back entwarf 1904 er für seinen Förderer eine Ehrengabe der Bürger von Straßburg, die in Silber mit Zinkvergoldung ausgeführt wurde mit der Beschriftung Argentoratum, dem lateinischen Namen der Römer für ihre Grenzfestungen an der Stele von Straßburg.
Seder fertigte auch in seiner Zeit als Direktor den dekorativen Entwurf zu einem Trinkhorn für die 1905 gegründete katholische Studenten-Korporation AV Rappoltstein, dessen Umsetzung Schüler der Kunstgewerbeschule Straßburg besorgten. Jugendstilelemente, z. B. Hopfendolden und Ähren, schmückten das Rappoltsteiner Trinkhorn zusammen mit mehreren farbigen Wappen als Emaille-Arbeit unterhalb der Trinköffnung, darunter den deutschen Reichsadler im Jugendstil und das Wappen des einstigen oberelsässischen Adelsgeschlechts Rappoltstein. Das Original-Trinkhorn ist in den 1980er Jahren entwendet worden und seitdem verschollen. Anton Seder malte den Berg Rappoltstein in den Vogesen mit der gleichnamigen Burg sowie an deren Fuß die Ortschaft Rappoltsweiler (Ribeauvillé) im Jahre 1902. Das Gemälde zählt zu einer Trilogie mit den weiteren Wandbildern Odilienberg (Mont Sainte-Odile) und Metz. Blatt I, II und III wurden als Kunstdrucke sowohl auf Pappe als auch auf Leinwand aufgezogen und zusammen mit einem Wechselrahmen durch den Verlag der Schulbuchhandlung A. Fuchs in Zabern vertrieben. Der Verlag, zu der auch eine Druckerei gehörte, veröffentlichte Seders Wandbilder zusätzlich als Schwarzweiß-Abbildungen in seinem Schulbuch Heimatkunde von Elsaß-Lothringen
Wie vielseitig Anton Seder als Fachschriftsteller war, zeigt sich an den Themen, die er aufgriff. So widmete er sich beispielsweise der Nähmaschinenstickerei. Am Gutenbergplatz in Strassburg fand vom 14. bis 22. November 1903 in den Räumen des Zivilkasinos eine Ausstellung zur Maschinen-Stickerei statt, mit der sich A. Seder von künstlerischer Seite her auseinandersetzte. Nachdem der Verfasser die Vorzüge der Hand-Stickerei einleitend geschildert hatte, brach er eine Lanze für die damals neue Nähmaschinen-Stickerei und begründete, weshalb die Maschinen-Stickereien „als künstlerische Produkte bezeichnet werden (müssen)“ damit, dass „die auf der Nähmaschine gestickten Arbeiten … ein vollkommenes Vertrautsein mit der Technik der Handstickerei voraus(setzen)“. Er nannte für das Erreichen eines „wirklich künstlerischen Erfolgs“ ein „gründliches Studium der Handstickerei“ und „ausdauernde lange Übung“ sowie das Einplanen einer zumindest gleichen Zeitdauer wie bei der Herstellung mit der Hand-Stickerei. Weiter bemerkte der fachkundige Autor kritisch: „Hinsichtlich der Zeichnung und der Farbenzusammenstellungen konnte der Mehrzahl der ausgestellten Arbeiten als gut bezeichnet werden, trotzdem an den meisten des Guten zu viel geschehen war und der Geschmack oft viel zu wünschen übrig ließ“. Bemerkenswert ist Seders Fazit: „Der Vorzug der Nähmaschinenstickerei … liegt hauptsächlich bei kleineren sich oft wiederholenden Arbeiten … und wo es darauf ankommt, in kürzester Zeit möglichst viel und exakt zu produzieren und wo nicht beabsichtigt ist, Kunstwerke zu liefern, sondern im Großen und Ganzen einen hübschen Effekt zu erzielen, wie es unsere wechselnde Damenmode heute verlangt.“

## Dekorationsmalerei
In der Geschichte der Münchener Kunst im neunzehnten Jahrhundert weist Friedrich Pecht darauf hin, dass Anton Seder von der Theatermalerei, das heißt der Dekorationsmalerei, herkam, bevor er sich der kunstgewerblichen Zeichnung zuwandte. Nachdem Seder von seiner Lehrtätigkeit am Technikum in Winterthur 1882 in seine Geburtsstadt zurückgekehrt war, erhielt er u. a. den Auftrag, die innendekorative Ausschmückung eines Cafés in München zu leiten.
Seine Lehrmeinung zur Dekorationsmalerei brachte Seder in einer Beschreibung von Schülerarbeiten im Jahre 1903 zum Ausdruck, die in der Dekorationsmaler-Komponierabteilung der Strassburger Kunstgewerbeschule angefertigt wurden. Das von ihm aufgestellte Prinzip der Dekorationsmalerei, mit verhältnismäßig einfachen Mitteln einen gegebenen Raum stimmungsvoll zu dekorieren, erläuterte er so: „Einfache Pflanzen oder Innenmotive … werden in fein abgestimmten, meist gebrochenen Farben nach den Grundregeln der Farbenlehre, dazu verwendet, den zu dekorierenden Raum möglichst groß und doch behaglich erscheinen zu lassen.“ Als Geschmack seiner Zeit sah Seder solche Farbstimmungen an, „die an das Schillern der Pfaufedern oder an das Irisieren antiker patinierter Gläser oder an die farbenprächtige, seifenblasige Erscheinung des mexikanischen Edel-Opals erinnern.“ Er kam zu der Erkenntnis: „In der Verwendung dieser fein empfundenen Farben und eleganten Linienführung liegt der Hauptreiz unserer modernen Dekorationsmalerei….“ und begründete sie mit den Worten: „denn diese fast immer der Natur entlehnten Formen und Farben werden … auf das Auge des Beschauers einen ähnlichen Reiz ausüben wie die Natur selbst.“ Anton Seder hatte sechs Jahre zuvor in dem in Berlin erschienenen Werk Naturalistische Decorationsmalereien sein ursprüngliches Wissen über die Dekorationsmalerei in kunstgewerblichen Farbzeichnungen auf mehreren Tafeln veröffentlicht.

## Privates und Sonstiges
Anton Seder war römisch-katholischer Konfession und widmete sich u. a. christlichen Motiven. Er war in zweiter Ehe, geschlossen am 16. Juli 1909 in Straßburg, mit Felicitas Franziska Maria geb. Berghammer, geboren am 10. Mai 1865 in Wien, verheiratet – in erster Ehe mit Eleonore, geborene Rossnagel.
Sein Selbstporträt, das Seder als Vignette für die Titelseite des Vorlagenbuchs Die Pflanze in Kunst und Gewerbe gestaltete, zeigt eine Brille tragende Persönlichkeit im Seitenprofil mit hoher Stirn, Bürstenfrisur, kräftigen Augenbrauen und Schnurrbart. Der ehemalige Direktor des Strassburger Kunstmuseums Ernst Polaczek erinnerte zehn Jahre nach dem Tod von Anton Seder an die Rolle der „darstellenden Künste“ und die „kulturpolitische“ Bedeutung der städtischen „Kunstgewerbeschule mit Maler- und Bildhauerklassen“. Er charakterisierte den Direktor der Kunstgewerbeschule als einen „Lehrer von persönlicher, dem Elsaß sehr fremder Art…“. Polaczek hob hervor, dass das künstlerische Schaffen der Maler und Bildhauer im Elsass – auch derjenigen, welche „die Kunstgewerbeschule selbst herangezogen hat“ – erst ihre „Stipendiatenjahre in München – dann in Paris“ ihre Lehrjahre zielstrebig „verbracht“ hätten und schlussfolgerte daraus „…von einer elsässischen Eigenart dieser Kunst zu reden,“ wäre „ungerechtfertigt“, weil ihre künstlerische „Ausdrucksweise … fast durchweg durch außerelsässische Kunstzentren gebildet und bestimmt worden (sei)“. Offensichtlich mit Blick auf Seder als Maler fügte Pollaczek hinzu: „elsässische Landschaftsmotive reichen dazu nicht aus“, um von einer eigenständigen darstellenden Kunst „in diesem halben Jahrhundert“ der Zugehörigkeit des Elsass zu Deutschland zu sprechen.
Der junge Seder lernte während seiner Lehrjahre den Münchner Theodor Heiden in Wien kennen. Diese Begegnung und verwandtschaftliche sowie geschäftliche Beziehungen zwischen Heiden und Seders älterem Bruder, der eine Schwester Heidens geheiratet hatte, führten nach dessen frühem Tod dazu, dass Anton Seder als Entwerfer – gravierte Signatur INVENIT: A. SEDER. STRASSBURG – an zahlreichen Arbeiten des Münchener Hofgoldschmiedes – Signatur: FECIT: TH. HEIDEN. MUENCHEN. – an Stelle Adolf Seders vielfach künstlerisch beteiligt wurde. Wo es sich aus Platzgründen anbot, wie bei der als Wanderpreis hergestellten Kette für deutsche Männergesangvereine, wurde die Urheberschaft ausführlicher benannt. Dort heißt es auf der Rückseite des Kettenverschlusses: Erfunden und gezeichnet von Prof. Anton Seder. Ausgeführt von Hofgoldschmied Theod. Heiden in München 1896 Mit Seder An. München signierte er 1886 eine seiner Vorlagen mit dem Titel Waldrebe, Wilder Wein, Winde I für das Tafelwerk Die Pflanze in Kunst und Gewerbe und würdigte auf dem Lichtdruckblatt zugleich durch dessen Namensnennung den Verleger Gerlach, Mart. Wien. Letzterer veröffentlichte die Darstellung der schönsten und formreichen Pflanzen … die als Beispiele zur praktischen Verwertung für das gesamte Gebiet der Kunst und des Kunstgewerbes gedacht waren. Dieses Vorlagen-Mappenwerk trug durch seine Orientierung an Naturvorbildern zur Verbreitung eines neuen Formenvokabulars bei und verdrängte das bis dahin übliche Kopierwesen in der angewandten Kunst. Seinen Unterricht an der Kunstgewerbeschule Straßburg verlegte Seder bahnbrechend vom Klassenraum hin und wieder ins Freie und ließ dort seine Schüler direkt nach der Natur zeichnen, was zu einer selbständigen Interpretation der natürlichen Umwelt und zur fruchtbringenden Entwicklung des Studiums der Ornamentik führte.
Anlässlich des ersten Wettbewerbs für Schaufenster-Dekoration im Dezember 1903 in Strassburg setzte sich Anton Seder als Jurymitglied mit der Frage auseinander, ob solche Ausstellungen dazu beitragen können, den Kunstgeschmack des Volkes weiter zu bilden. Seder stellte die These auf: „Erfahrungsgemäß geht das eigentliche >Volk< aus verschiedenen Gründen nur sehr wenig in … Museen, so dass diese als Geschmack bildend für das große Publikum nicht in Betracht kommen können.“ Er erinnerte daran, wie einst die Erziehung zur >Volkskunst> bzw. die „Geschmacksbildung des großen Publikums“ vor sich ging: „Früher waren es die von bedeutendsten Künstlern mit aller Liebe und mit aller Sorgfalt ausgestatteten Kirchen, welche mit ihrer mächtig auf das Gemüt wirkenden Sprache der edelsten Kunst Geschmack bildend auf die Masse des Volkes einwirkten und den nachhaltigsten Eindruck zurückließen, welche sich unwillkürlich auch auf die kleinsten Gegenstände des täglichen Gebrauches übertrug und so im wahren Sinne eine >Volkskunst< hervorrief.“ Schließlich stellte Seder die These auf: „Die Straße mit ihren Schaufenstern, mit ihren geschmackvoll arrangierten Auslagen ist heute wohl das bedeutendste Mittel zur Erziehung des Volkes, wenn nicht zur Kunst, so doch zum Verständnis guter Formen für Gegenstände des täglichen Gebrauches und damit zum Verlangen einer >Volkskunst<, welche sich dann gewiß von selbst herausbilden wird, wie sie sich auch früher ohne besondere Erziehung aus dem Bedürfnis herausgebildet hat“. Bei seiner Bewertung der Schaufenster-Auslagen ließ sich der Preisrichter Seder von solchen Kriterien leiten wie „außerordentlich fein in der Farbe zusammengestelltes Sortiment“ und „mit hervorragend feinem Gefühl für Form und Farbenzusammenstellung geschmückt“. Am Ende seiner Ausführungen appellierte der Direktor der Strassburger Kunstgewerbeschule solche Schaufensterwettbewerbe als „gemeinnützige Veranstaltungen zu fördern und zu unterstützen…“. In seinen Fachbeiträgen und Werken griff Seder auf Grund seiner umfassenden Allgemeinbildung vielfach auf Sprichwörter und klassische Zitate zurück, zum Beispiel auf: Das Alte stürzt, es ändert sich die Zeit, und neues leben blueht aus den Ruinen.

## Ehrungen
Seine Geburtsstadt München ehrte Anton Seder im Jahre 1969 mit der Straßenumbenennung von Kleinhesselohe in Sederanger. Verdienste erwarb sich Seder hier zusammen mit seinem Bruder bei der „Ausschmückung im Palais des Prinzen Leopold“.
Zu Beginn seiner Tätigkeit in Strassburg wurde Anton Seder mit der Aufgabe betraut, Kaiser Wilhelm II. die Ausbildungsstätte der künftigen Kunstgewerbler bzw. Kunsthandwerker zu zeigen und ihn bei der Führung durch das Kunstgewerbemuseum zu begleiten, was im Bild festgehalten wurde. Das unter seiner Amtszeit als Direktor 1892/93 in Straßburg gebaute und noch bestehende Schulgebäude, das als École supérieure des arts décoratifs des Strasbourg genutzt wird, ist seit 1981 als Denkmal gelistet. Anton Seder wird durch die von ihm stilistisch im Sinne von Art Nouveau entworfenen und an der Fassade der Kunstgewerbeschule mit Hilfe von Fliesen angebrachten Allegorien: Pictura, Archeologie; Sculptura, Geometrie; Architectura, Scientia gewürdigt, zusammen mit den Baumeistern bzw. Architekten Ott und Röderer, insbesondere deshalb, weil sie das Gebäude als eines der ersten Bauwerke des frühen Jugendstils errichteten. Anlässlich der 1893er Weltausstellung in Chicago erfolgte eine Bestandsaufnahme des deutschen Kunstgewerbes, in der Anton Seder ehrenvoll bedacht wurde. Der von Seder entworfene und dem Münchner Kunstschmied Hans Mayer geschaffene Kirchenlüster wurde in dem vom Bayerischen Kunst-Verein herausgegebenen Prachtband sowohl abgebildet als auch ausführlich beschrieben. In der Erklärung zu Tafel 25 (Kirchenlüster) wird ausdrücklich gewürdigt, dass der „aus Eisen geschmiedete Lüster … einen der ersten glücklichen Versuche (bildet), dem neu aufgetauchten Glühlicht eine künstlerisch befriedigende Fassung zu geben.“ Im Inseratenteil veröffentlichte der Verlag für Kunst und Gewerbe Gerlach & Schenk in Wien eine ganzseitige Anzeige in der Seders weltweit bekannt gewordenes Werk Die Pflanze in Kunst und Gewerbe u. a. mit den Worten beworben wird: „Nach Original-Compositionen von den hervorragendsten Künstlern. Stilistik von Prof. Anton Seder.“ In der Beschreibung der Stadt Strassburg und des Münsters aus dem Jahre 1901 von Julius Euting wird erwähnt, dass die „Kunstgewerbeschule … unter Leitung des Professors Seder in raschem Aufblühen begriffen (ist).“
Am 18. Januar 1901 wurde Seder mit dem Roten Adlerorden dritter Klasse ausgezeichnet. Er hatte im Auftrag des Kaisers in der Straßburger städtischen Kunstgewerbeschule einen kostbaren Bischofsstab entworfen. Unter Seders Leitung gestaltete der Werkstättenvorsteher für Goldschmiedearbeit, der Ziseleur Robert Rudolf (* 1877), die schwierige handwerkliche Arbeit. Ihm wurde für die künstlerische Ausführung des Bischofsstabes der Kronenorden vierter Klasse verliehen. Seder hatte den Roten Adlerordens vierter Klasse bereits im Jahre 1891 für seine Verdienste als Direktor der Kunstgewerbeschule, damals noch „Straßburger Kunsthandwerkerschule“, erhalten.

## Veröffentlichungen (Auswahl)
- Das Thier in der decorativen Kunst. Gerlach & Schenk, Wien 1896 (Digitalisat).
- Naturalistische Decorationsmalereien. Ernst Wasmuth, Berlin 1897
  - Lieferung 1 und 2: Tafeln 1 bis 40 (Digitalisat)
  - Lieferung 3: Tafeln 41 bis 60 (Digitalisat)
- Die Kunstgewerbeschule in Strassburg im Elsass und ihre Entwicklung. Vorlagen für das Kunstgewerbe. Ludolf Beust Verlagsbuchhandlung, Strassburg, 1901.
- Neue Bestrebungen im Zeichenunterricht. Strassburg 1901.
- Moderne Malereien. Ernst Wasmuth, Berlin 1903 (Digitalisat).